# Ploubazlanec
Ploubazlanec (bretonisch Plaeraneg) ist eine  französische Gemeinde mit 2985 Einwohnern (Stand: 1. Januar 2022) im Département Côtes-d’Armor in der Region Bretagne. Sie gehört zum Arrondissement Guingamp und zum Kanton Paimpol. Die Einwohner werden Ploubazlanecains und Ploubazlanecainnes genannt.

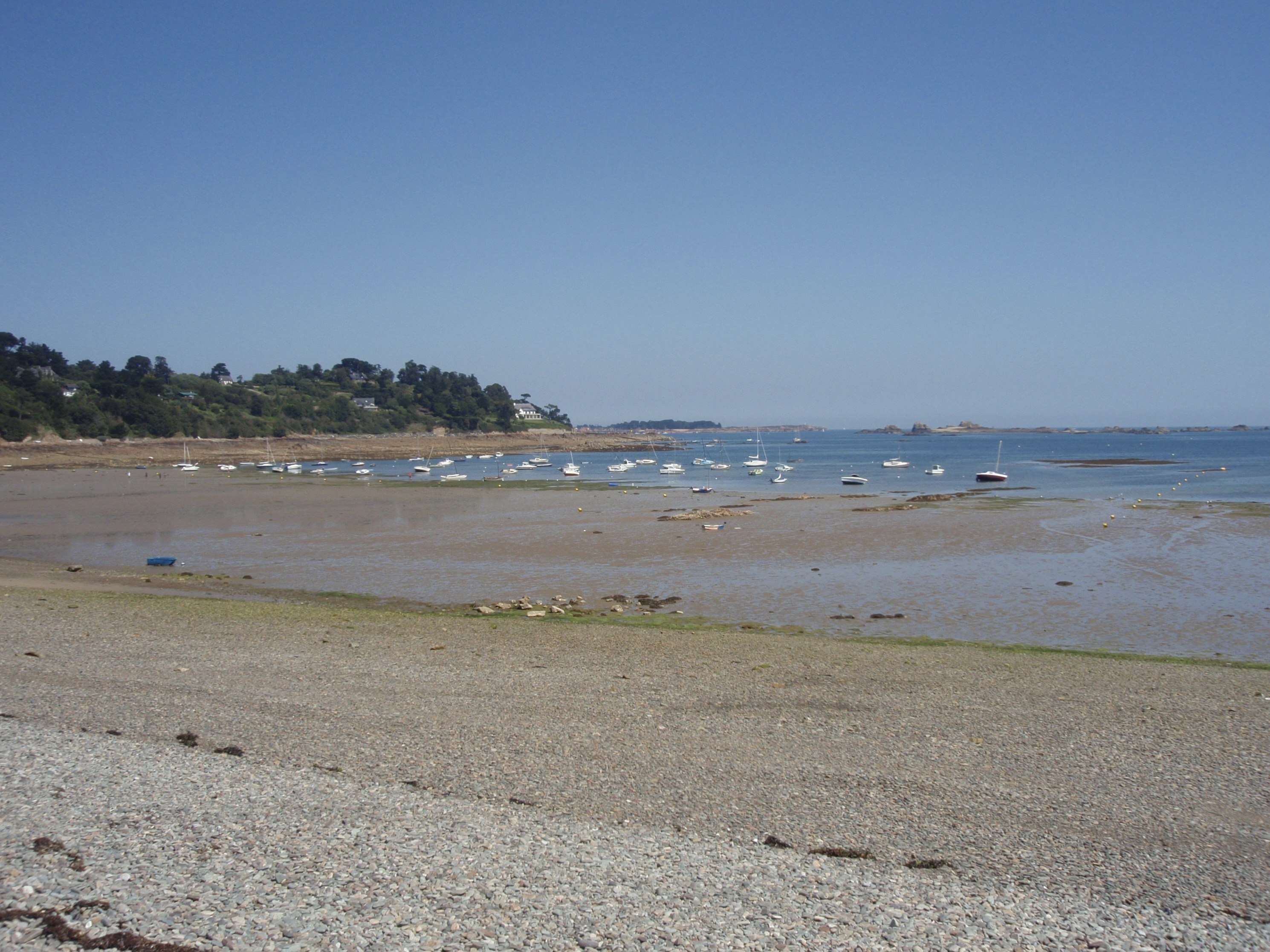
Küste bei Launay

## Geographie
Ploubazlanec liegt an der Kanalküste mit etwa 19 Kilometer Küstenlänge auf einer Halbinsel. Hier mündet der Trieux in den Ärmelkanal. Umgeben wird Ploubazlanec von den Nachbargemeinden Île-de-Bréhat im Norden im Kanal gelegen, wohin es auch vom Ortsteil L’Arcouest eine Schiffsverbindung gibt, Paimpol im Süden sowie Lézardrieux im Westen.
Zur Gemeinde gehört auch die Île Saint-Riom im Osten.
Durch die Gemeinde führt die frühere Route nationale 786.

## Geschichte und Bevölkerungsentwicklung
Ploubazlanec wird als Kirchengemeinde erstmals 1224 erwähnt. 1824 wurden die bis dahin selbständigen Gemeinden Lannevez und Perros-Hamon eingemeindet.
| Ploubazlanec: Einwohnerzahlen von 1793 bis 2016                                                                            | Ploubazlanec: Einwohnerzahlen von 1793 bis 2016 | Ploubazlanec: Einwohnerzahlen von 1793 bis 2016 | Ploubazlanec: Einwohnerzahlen von 1793 bis 2016 | Ploubazlanec: Einwohnerzahlen von 1793 bis 2016 |
| --- | ----------------------------------------------- | ----------------------------------------------- | ----------------------------------------------- | ----------------------------------------------- |
| Jahr |                                                 |                                                 |                                                 | Einwohner                                       |
| 1793 | 1793                                            |                                                 | 1.903                                           | 1.903                                           |
| 1800 | 1800                                            |                                                 | 2.007                                           | 2.007                                           |
| 1806 | 1806                                            |                                                 | 2.171                                           | 2.171                                           |
| 1821 | 1821                                            |                                                 | 2.284                                           | 2.284                                           |
| 1831 | 1831                                            |                                                 | 3.074                                           | 3.074                                           |
| 1836 | 1836                                            |                                                 | 3.274                                           | 3.274                                           |
| 1841 | 1841                                            |                                                 | 3.306                                           | 3.306                                           |
| 1846 | 1846                                            |                                                 | 3.357                                           | 3.357                                           |
| 1851 | 1851                                            |                                                 | 3.367                                           | 3.367                                           |
| 1856 | 1856                                            |                                                 | 3.412                                           | 3.412                                           |
| 1861 | 1861                                            |                                                 | 3.402                                           | 3.402                                           |
| 1866 | 1866                                            |                                                 | 3.480                                           | 3.480                                           |
| 1872 | 1872                                            |                                                 | 3.150                                           | 3.150                                           |
| 1876 | 1876                                            |                                                 | 3.185                                           | 3.185                                           |
| 1881 | 1881                                            |                                                 | 3.412                                           | 3.412                                           |
| 1886 | 1886                                            |                                                 | 3.383                                           | 3.383                                           |
| 1891 | 1891                                            |                                                 | 3.451                                           | 3.451                                           |
| 1896 | 1896                                            |                                                 | 3.574                                           | 3.574                                           |
| 1901 | 1901                                            |                                                 | 3.522                                           | 3.522                                           |
| 1906 | 1906                                            |                                                 | 3.720                                           | 3.720                                           |
| 1911 | 1911                                            |                                                 | 3.983                                           | 3.983                                           |
| 1921 | 1921                                            |                                                 | 3.846                                           | 3.846                                           |
| 1926 | 1926                                            |                                                 | 3.865                                           | 3.865                                           |
| 1931 | 1931                                            |                                                 | 3.578                                           | 3.578                                           |
| 1936 | 1936                                            |                                                 | 3.312                                           | 3.312                                           |
| 1946 | 1946                                            |                                                 | 3.618                                           | 3.618                                           |
| 1954 | 1954                                            |                                                 | 3.754                                           | 3.754                                           |
| 1962 | 1962                                            |                                                 | 3.724                                           | 3.724                                           |
| 1968 | 1968                                            |                                                 | 3.500                                           | 3.500                                           |
| 1975 | 1975                                            |                                                 | 3.358                                           | 3.358                                           |
| 1982 | 1982                                            |                                                 | 3.653                                           | 3.653                                           |
| 1990 | 1990                                            |                                                 | 3.725                                           | 3.725                                           |
| 1999 | 1999                                            |                                                 | 3.321                                           | 3.321                                           |
| 2006 | 2006                                            |                                                 | 3.261                                           | 3.261                                           |
| 2011 | 2011                                            |                                                 | 3.194                                           | 3.194                                           |
| 2016 | 2016                                            |                                                 | 2.999                                           | 2.999                                           |
| Quelle(n): EHESS/Cassini bis 1999, INSEE ab 2006 Anmerkung(en): Ab 1962 offizielle Zahlen ohne Einwohner mit Zweitwohnsitz |                                                 |                                                 |                                                 |                                                 |

## Sehenswürdigkeiten

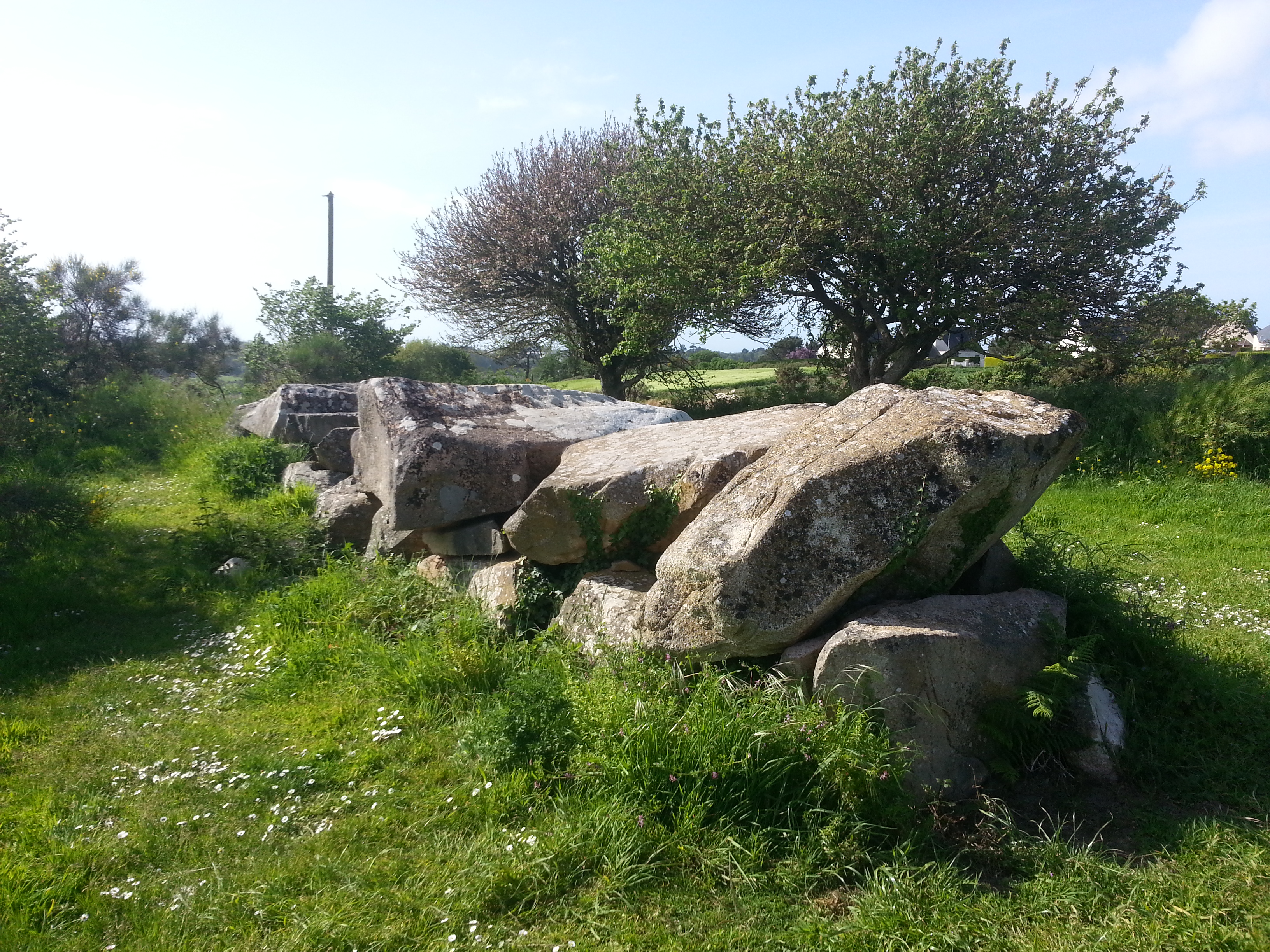
Allée couverte von Mélus

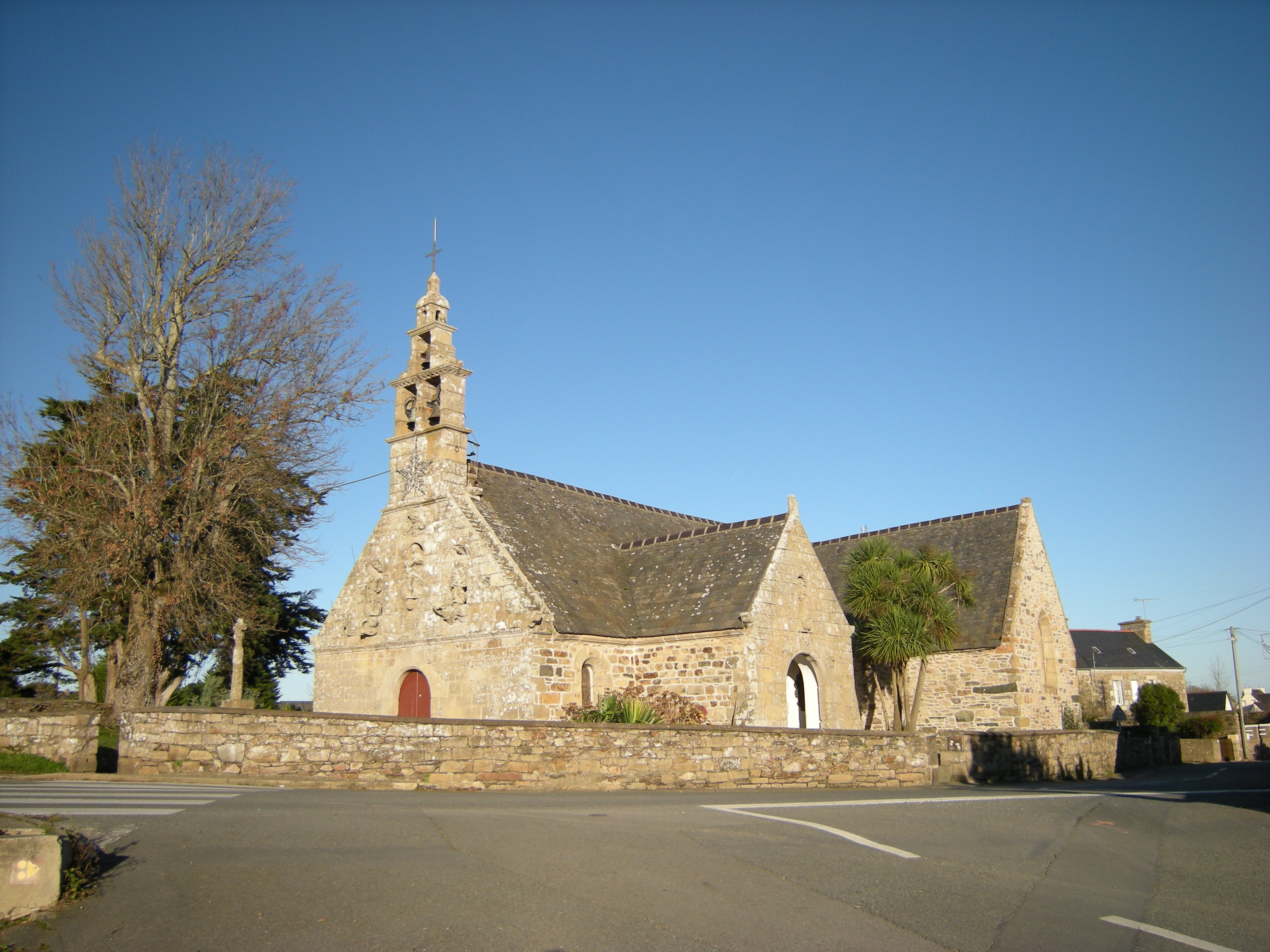
Kapelle von Perros-Hamon

Siehe auch: Liste der Monuments historiques in Ploubazlanec
- Allée couverte von Mélus, seit 1951 als Monument historique klassifiziert
- Kirche Sainte-Anne (1906–1908 erbaut)
- Calvaire, genannt Croix des Veuves (deutsch Kreuz der Witwen) in Laien Ar Eh Roc'h aus dem 18. Jahrhundert, seit 1930 als Monument historique eingeschrieben
- Calvaire der Kapelle von Lancerf aus dem 18. Jahrhundert, seit 1927 als Monument historique eingeschrieben
- Historisches Dorf Launay
- Kapelle von Perros-Hamon, im 17./18. Jahrhundert erbaut, seit 1925 als Monument historique eingeschrieben
- Turm von Kerroc’h, erbaut 1873
- Herrenhaus von Les Salles aus dem 18. Jahrhundert
- Naturschutzgebiet Lapicque
- Botanischer Garten in Le Kestellic
- Archäologische Stätte in Roch'an Evned, seit 1959 als Monument historique klassifiziert

## Gemeindepartnerschaft
Seit 1992 ist Ploubazlanec mit der elsässischen Gemeinde Bischoffsheim im Département Bas-Rhin verschwistert.

## Persönlichkeiten
- Charles Seignobos (1854–1942), Historiker, hier gestorben
- Eugène Schueller (1881–1957), Gründer von L’Oréal, hier gestorben